# Hansel et Gretel (film, 1987)
Pour les articles homonymes, voir Hansel et Gretel (homonymie).
Pour plus de détails, voir Fiche technique et Distribution.
Hansel et Gretel (Hansel and Gretel) est un film américain réalisé par Len Talan sorti en 1987.

## Synopsis
Hansel et Gretel sont les deux enfants d'une famille pauvre. Leur mère, inquiète de leur pauvreté, et leur père, continuellement malmené par l'inquiétant boulanger du village, apprennent que les enfants des environs disparaissent mystérieusement depuis quelque temps, sans laisser de traces. Ils reçoivent de la part de leur voisin du lait et des œufs. Pendant que les deux enfants s'amusent dans la cuisine, l'âne s'échappe de son enclos, fait tomber la cruche de lait et mange le gâteau qu'a préparé leur mère avec les œufs. Très fâchée, elle les envoie chercher des baies sauvages. Bravant l'interdiction de leur père, Hansel et Gretel décident d'aller chercher ces baies sauvages dans la forêt mystérieuse.
En chemin, ils découvrent une maison entièrement construite en pain d'épices et en chocolat, entourée d'une longue haie faite de grands bonhommes de pain d'épice. La vieille femme habitant dans cette demeure les accueille avec joie... Elle les invite dans sa cuisine et leur sert un copieux repas. Ils acceptent de rester dormir chez elle dans une petite chambre. 
Malheureusement pour les enfants, cette maison de gâteau est en fait l'antre d'une sorcière. Avant l'aube, Gretel entend des bruits étranges. Elle descend à la cuisine et découvre la sorcière en train de formuler un sort. Effrayée, elle court prévenir son frère, mais la sorcière fait irruption dans la chambre et leur jette un sort qui les rend immobiles et dociles : grâce à cet « Hocus Pocus », elle déclare que Hansel sera « sa proie » et que Gretel sera son esclave.
Dès le lendemain matin, Hansel est enfermé dans une grande cage pendue au plafond. Gretel est obligée de préparer d'énormes quantités de tartes et de pâtisseries. En allant puiser de l'eau au puits, elle comprend que les bonhommes de pain d'épice sont en fait les enfants qui avaient mystérieusement disparus et que la sorcière a capturés.
La sorcière passe de longues heures à cuisiner et à gaver Hansel pour qu'il devienne gros et gras. Le garçon proteste mais il est obligé de manger les énormes quantités de nourritures que l'on a préparées pour lui. Il commence à engraisser, et la sorcière se réjouit de le trouver plus dodu : pour s'en assurer, elle demande à tâter un de ses doigts, qu'elle inspecte encore avec un lorgnon toujours pendu à son cou.
Comme Hansel refuse de continuer à s'empiffrer, la sorcière le menace de tuer sa petite sœur. Le garçon, effrayé, accepte de manger autant qu'elle voudra. La sorcière lui donne alors un gros poulet rôti, que Hansel se force à dévorer devant elle. Pendant la nuit, il parvient à réveiller Gretel et lui demande de dérober le lorgnon de la sorcière, qui est presque aveugle.
Gretel tente de retirer le lorgnon, mais la sorcière se tient toujours sur ses gardes. Elle nourrit Hansel de plus en plus, et se met en colère contre Gretel, qui ne cuisine pas assez vite. Lorsqu'elle lui montre comment piler des noix, Gretel fait preuve d'adresse et glisse le lorgnon sous le marteau : la sorcière le brise elle-même. Hansel en est réconforté, alors qu'il se plaint de bientôt « éclater » dans la cage.
La sorcière fait travailler Gretel plus que jamais, avec rage, et elle continue à gaver Hansel comme une oie. Cependant, lorsqu'elle lui demande de présenter un de ses doigts pour qu'elle le tâte, le garçon lui donne un os de poulet. Sans son lorgnon, la sorcière ne se rend pas compte de la supercherie, et elle est très étonnée de voir que Hansel a maigri au lieu de grossir...
Alors qu'Hansel doit être plongé dans le four par la sorcière, Gretel prend sa baguette et renverse sa formule magique : grâce à cet « Hocus Pocus », la sorcière prend la place de Hansel et se retrouve bientôt enfermée dans le four. Les  enfants s'enfuient, et les bonhommes de pains d'épice éclatent autour de la maison : les enfants que la sorcière avait fait cuire dans son four magique sont enfin libres. 
Tous les enfants finissent par retrouver les parents d'Hansel et Gretel, qui étaient partis à leur recherchent. Ils rentrent au village en chantant.

## Fiche technique
- Titre : Hansel et Gretel
- Titre original : Hansel and Gretel
- Réalisation :  Len Talan
- Scénarios :  Nancy Weems et Len Talan
- Société de production : Cannon Films
- Musique : Engelbert Humperdinck
- Pays d'origine : États-Unis
- Lieu de tournage : Israël
- Langue : anglais
- Genre : film musical, fantastique et aventure
- Durée : 85 minutes (1h 25)
- Date de sortie : 10 décembre 1988 (États-Unis) ; mai 1987 (France, au Festival de Cannes de 1987)

## Distribution
- Hugh Pollard : Hansel
- Nicola Stapleton : Gretel
- David Warner : Stéphane, le père
- Emily Richard : Maria, la mère
- Cloris Leachman (VF : Claudie Chantal) : Grizelda, la sorcière
- Daniel Dickman : l'un des garçons en pain d'épice (non crédité)
- Warren Feigin : le boulanger
- Susie Miller : Marta

## Chansons et musique
L'essentiel de la musique du film est tiré de l'opéra de Humperdinck, Hänsel und Gretel (1893).
- Générique sous l'air de Tapez des mains
- Tapez des mains : l'animatrice du spectacle de Guignol, Hansel, Gretel et autres enfants
- Tapez des mains (reprise) - Hansel et Gretel
- Chanson de la fée - Gretel
- Quelle belle journée (Oh What a Day) - Père de Hansel et Gretel
- Sucres, épices - Grizelda
- Générique de fin La sorcière est morte - Chœurs
- La chanson principale du film, Tapez des mains, est une comptine allemande.